# スーパーマリオブラザーズ ピーチ姫救出大作戦!
『スーパーマリオブラザーズ ピーチ姫救出大作戦!』（スーパーマリオブラザーズ ピーチひめきゅうしゅつだいさくせん!）は、テレビゲーム・マリオシリーズの『スーパーマリオブラザーズ2』のタイアップとして、1986年7月20日から松竹系で公開されたアニメーション映画。同時上映は『スーパーマリオブラザーズ2 完全攻略法』。VHSはバップから発売されている。
なお、本作はゲームでのマリオシリーズとは設定や名称が異なるため、本項では本作の設定や名称に沿って解説をする。

## あらすじ
「GROCERY」(食料雑貨店の意)を営むマリオとその弟・ルイージ。ある夜マリオはファミコンに熱中していたが、突如テレビの画面が消えたかと思うと、その中から突然、誰かに助けを求めるピーチ姫が飛び出して来た。姫に会ったマリオは一目惚れし、彼女を守ってあげることを決意する。しかし、同じくテレビ画面から後を追ってやって来たカメ一族のクッパ大王にマリオは全く歯が立たず、ピーチ姫はあっけなくさらわれてしまう。この時、ピーチはマリオのもとに大事なペンダントを落としていった。ルイージは「夢で見ればいい」と言いながら眠りにつき、マリオは「可愛い人だった」と呟きながらペンダントを握りしめていた。
翌日、マリオは昨夜のピーチ姫のことが気になって仕事が手に付かないありさまだったが、ピーチの残したペンダントが「宝の国にある幻の宝石」であることがルイージによって分かる。宝の国の情報を聞くためマリオが104番に電話をかけると、電話先の謎の男から「今、使いの者をやるからすぐに来てくれ!」と言う声を聞く。直後にやって来た子犬のキビダンゴは、マリオの持っているペンダントを奪い取ることで、マリオとルイージの2人を導く。マリオたちがキビダンゴを追いかけ、土管の中を抜けて辿り着いた先は、宝の国とされる「きのこの国」だった。
そこに現れたきのこ仙人は「きのこの国を支配しようとしているクッパ大魔王は、国の住民たちを魔法でレンガやつくしなどの姿に変えてしまった。今、この国を救えるのは、古くから語り継がれる『マリオブラザーズ』である君たちしかいない。さらに、このままでは今度の13日の金曜日にクッパ大王はピーチ姫と結婚してしまう」と、きのこの国の現状を語った。そして、そのクッパを倒すには不思議な力を持つ「3つのパワール」（真実のきのこ、愛の花、無敵のきら星）のチカラを借りなければならないことをマリオたちに告げる。マリオたちはピーチ姫を救うため、「3つのパワール」を探す冒険の旅へ出かける。
その後、クッパの手下のクリボーの妨害による、様々な困難を乗り越えながらも、マリオたちはついに「3つのパワール」を手に入れる。かくして、13日の金曜日。満月の夜に執り行われるクッパとピーチ姫の結婚式に忍び込み、マリオは手にした「3つのパワール」の力でクッパを倒し見事に姫を救出することに成功したのだった。
こうしてクッパの魔法は解け、きのこの国は元通りになった。マリオからピーチ姫へと返される彼女のペンダント。姫によれば、これを持っていれば同じペンダントを持った素敵な王子様に会えるという。マリオはその王子様が自分ではないかと期待するが、マリオたちと冒険を共にしていた子犬のキビダンゴに掛かっていたクッパの魔法が解けると同時に、彼はピーチ姫と同じペンダントを持ったハル王子へと姿を変えた。
マリオの恋も終わりを迎え、マリオとルイージは姫の幸福を願いながら、ルイージは背中に目一杯の宝を負いながら、再び土管を通って自分たちの町へ帰り、「GROCERY」を営む日常生活へと戻る。その様子を見ていたきのこ仙人は「本当の勇気は真の愛から生まれるものじゃのう」とマリオに語っていた。エンドロール後、再びミスエンドレスが買い物に来たのだが、そこにはクッパを含む部下たちが働いていた。それを見たミスエンドレスはなぜか驚き、青い背景に「GAME OVER」と書かれた文字が出て映画は終わる。

## 登場人物

### 主要人物
マリオ
声 - 古谷徹
主人公。正義感あふれるチョビ髭の男。25歳ぐらい。身長150cm、体重70kg。一人称は基本的に「私」だが、2回だけ「俺」と言っている。
ルイージと共に日用雑貨店「GROCERY」を営んでおり、ゲームが大好きでいつもやっている。ゲーム画面から現れたピーチ姫に一目惚れし、クッパの手から彼女を救い出すため弟のルイージ、犬のキビダンゴと旅に出る。
直接戦闘は主に彼の仕事であり、3つのパワール（真実のキノコ、愛の花、無敵のきら星）の力を手にしクッパと決闘する。
パックンフラワーにコショウをかけようとして逆に自分がくしゃみをしたり、マリオふりかけに気を取られたためクッパに隙を付かれてやられてしまうなど、おとぼけでドジな所がある。
ルイージ
声 - 水島裕
もう1人の主人公でマリオの弟。本作では双子ではなく、23歳ぐらいと年下になっている。身長158cm、体重62kg。一人称は「俺」。マリオのことを「アニキ」または「マリオ」と呼ぶ。
お金や宝石に目がない欲張りで、きのこの国へ旅に出る目的も彼はピーチ姫でなく宝探しが目当てだった。
真面目に戦闘へ参加しないことが幸いし、紛失した無敵のきら星を見つけてくるなどマリオのピンチを救っている。
本作におけるマリオよりも背が高く若干細身という設定は、以降のゲーム作品などでも反映されている。ただし、カラーリングは当時の原作ゲームなどと異なり、帽子とオーバーオールが青、服が黄色（アートワークでは赤）になっている。
キビダンゴ
声 - 千葉繁
きのこ仙人の使者で、マリオたちをクッパの元まで道案内する子犬。人間の言葉は喋れないが、本が読めたりギターを弾けるなど器用で、本作では一番の真面目キャラクターである。その正体はハル王子がクッパの魔法で変えられた姿。
ハル王子
声 - 菊池正美
ピーチ姫と同じペンダントを持つフラワー国の王子。クッパの魔法でキビダンゴの姿にされていたが、彼が倒された後はピーチ姫のペンダントの力で魔法が解け、元の姿に戻った。
クリボー
声 - 丸山裕子（A）、小宮和枝（B）
クッパの手下の二人組。マリオたちを幾度となく罠に嵌めようとする。炎の海地獄で苦しめるも偶然水を掘り当てたルイージに温泉にされた事で失敗に終わり、最後はクッパ城の崩壊に巻き込まれ、消息不明となった。
ピーチ姫
声 - 山瀬まみ
本作のヒロインできのこの国のお姫様。美人な半面、少々わがままでおてんばな面もある。16歳。身長160cm、体重41kg。一人称は「わたし」。
伝説の勇者であるマリオに助けを求めるが、クッパに捕まってしまう。その後もクッパの求婚を拒み、マリオの救助を待ち続ける。
クッパ大王
声 - 和田アキ子
本作の主な悪役でカメ一族の大王。10トンもの体重を持つ。一人称は「わし」（ピーチ姫の前では「私」）。
多くの部下を従え、魔法などの変身（小熊のぬいぐるみなどに）が得意である。巨大化や火炎攻撃、指先1本でつついただけでマリオを床下まで沈めるなど、ボスらしい強さを見せる。
見た目に似合わず、ピーチ姫を「ピーチちゃん」と呼び、基本的に敬語で話すなど、礼儀正しく可愛らしい一面もある。
ピーチ姫を想うあまり自分の物にし、無理矢理彼女との結婚を企んでいたが、マリオによって阻止される。その後、エンディング後でマリオとルイージの店で働かされていた。

### クッパの手下
ジュゲム
声 - 堀絢子
天気を自在に操る雲の上に乗っているメガネをかけたカメ一族。パックンフラワーを「お花ちゃん」と慕って大事にしている。マリオをパックンフラワーのエサにするべく襲い掛かってくる。
「ジュゲムジュゲムジュゲムのパイポ」（落語『寿限無』より）が口癖。怒るとパイポを降らせ、雲を操って成長させてトゲゾーにしてくる。
パックンフラワー
マリオたちを襲った人食い花。ジュゲムが大事に育てており、「お花ちゃん」と呼んでいる。
トゲゾー
ジュゲムが投げたパイポから成長したカメ。甲羅のトゲが武器。ただし、雪と眠るのが弱点。
ハンマーブロス
声 - キートン山田
監禁されたマリオたちの牢屋を見張る斧使いの名人。
ゲーム上ではハンマー「ブロス」と言う名の通り2匹セットで現れるが、本作では単独行動である。
カメ達
声 - 水鳥鉄夫、佐藤正治、千葉繁、菊池正美、キートン山田 他
クッパの手下たち。結婚式の参加するも城の崩壊に巻き込まれたが、エンディング後で無事である事が判明し、ボスのクッパ共々マリオとルイージの店で働かされていた。
司祭
声 - 八奈見乗児
クッパとピーチ姫の結婚式を執り行うカメ一族の司祭。こちらも城の崩壊に巻き込まれた後、どうなったかは不明。

### その他
ミスエンドレス
声 - 堀絢子
マリオ兄弟の店の常連客のおばあさん。趣味は料理。序盤はマリオに欲しいものとは違うものを出された為に怒って帰ってしまったが、エンディング後でもアップルパイの材料を買いに来て、クッパ軍団に驚いた。
きのこ仙人
声 - 宮内幸平
きのこの国を作った仙人。身長250cm。マリオとルイージにきのこの国の現状を伝え、本人は枯れ果てたキノコの姿に還った。ラストにピーチ姫の幸せを願うマリオの優しさこそ真のパワールだと言った。
パタパタ親
声 - 中野れい子
マリオの数倍以上の体格を持ち、2トンもの体重があるとされる巨大なカメ。子育て中で巣に待つ子供たちへエサを運んでいる。
パタパタ子供
声 - ベリーズ
見た目は小鳥の雛であり、亀の甲羅は無い。
キノピオ
声 - 山本百合子（1）、江森浩子（2）、小宮和枝 他
クッパの魔法で姿を変えられていたピーチ姫の侍女。

## スタッフ
- 原作 - 任天堂
- 企画 - トシ・サウンド・ファクトリー、すずきまさかつ
- 企画推進 - 柳沼右三、木村隆人
- プロデューサー - すずきまさかつ、波多野恒正
- 監督 - 波多正美
- 脚本 - 高屋敷英夫
- オリジナルキャラクター - 任天堂、宮本茂、手塚卓志
- 作画監督 - 松山まや
- 美術監督 - 阿部行夫
- カラーデザイン - 田中実和子
- 撮影監督 - 熊谷幌史
- 編集 - 高島健一
- 効果 - 柏原満
- 音楽 - 木森敏之
- 音楽協力 - 近藤浩治
- 音響監督 - 浦上靖夫
- 音響制作 - オーディオ・プランニング・ユー
- 録音スタジオ - APUスタジオ、アオイスタジオ
- タイトル - マキ・プロ
- 現像 - イマジカ
- 協力 - 電通<京都>
- アニメーション制作 - グルーパープロダクション
- 制作 - ホリ企画制作、グルーパープロダクション
- 製作 - スーパーマリオブラザーズ製作事務局（（株）ホリ企画制作、（株）ホリプロダクション、（株）バップ、日本テレビ音楽（株））
- 仕上 - スタジオキャッツ、京都アニメーション、SSC、スタジオエル、マッドハウス、T・ニシムラ、るんるん
- 仕上チェック - かつまたひろし

## 主題歌
なお、オープニング曲とエンディング曲は、作中でもインストゥルメンタルにアレンジされた曲も含みBGMとして流れる。
オープニング「ドキ・ドキ Do it! 〜ビシッとバシッと Rock'n Roll 学校編〜」
唄 - 未来童子 / 作詞 - 葉山真理 / 作曲・編曲 - 木森敏之
エンディング「アデューマイラブ」
唄 - 石川千香子 / 作詞 - 葉山真理 / 作曲・編曲 - 木森敏之
挿入歌「水晶球」
唄 - 山瀬まみ / 作詞 - 松本隆 / 作曲 - 宮城伸一郎 / 編曲 - 船山基紀
クッパ城直前のシーンにて用いられた。

## 関連商品
いずれも廃盤のため入手困難である。
VHS（レンタル）
『スーパーマリオブラザーズ ピーチ姫救出大作戦!』
発売元：バップ
レコード (シングル)
『スーパーマリオブラザーズ ピーチ姫救出大作戦! オリジナル・サウンドトラック』
発売元：バップ、型番：10242-07
1. ドキドキ Do It 〜スキスキクラクラ恋愛編〜
2. ドキ・ドキ Do it! 〜ビシッとバシッと Rock'n Roll 学校編〜

レコード (LP)
『スーパーマリオブラザーズ ピーチ姫救出大作戦! オリジナル・サウンドトラック』
発売元：バップ、型番：30191-25
カセットテープ
『ファミコン漫画映画 スーパーマリオブラザーズ ピーチ姫救出大作戦! サウンドトラック』
発売元：バップ、型番：50191-25

### 収録曲
レコード(LP)とカセットテープ共通
| #  | タイトル                                                           | 作詞     | 作曲・編曲         | ボーカル | 時間 |
| -- | ------------------------------------------------------------------ | -------- | ------------------ | -------- | ---- |
| 1. | 「マリオ・ザ・グレート」                                           |          | 近藤浩治、木森敏之 |          | 4:00 |
| 2. | 「ドキ・ドキDo it ～スキスキクラクラ恋愛編～」                     | 葉山真理 | 木森敏之           | 未来童子 | 3:13 |
| 3. | 「夢・夢・夢・・・」                                               |          | 近藤浩治、木森敏之 |          | 2:09 |
| 4. | 「ドキ・ドキDo it ～ビシっとバシっとRock'n Roll学校編～ インスト」 |          | 木森敏之           |          | 3:40 |
| 5. | 「カメ・一族の陰謀」                                               |          | 近藤浩治、木森敏之 |          | 2:10 |
| 6. | 「アデュ・マイラブ ～グランドテーマ 僕の気持ち」                   |          | 木森敏之           |          | 4:12 |

| #         | タイトル                                                  | 作詞      | 作曲・編曲           | ボーカル   | 時間  |
| --------- | --------------------------------------------------------- | --------- | -------------------- | ---------- | ----- |
| 7.        | 「ドキ・ドキDo it ～ビシっとバシっとRock'n Roll学校編～」 | 葉山真理  | 木森敏之             | 未来童子   | 2:50  |
| 8.        | 「マリオ・ザ・グレート ～マリオとダンシング」             |           | 近藤浩治、木森敏之   |            | 3:41  |
| 9.        | 「水晶球」                                                | 松本隆    | 宮城伸一郎、船山基紀 | 山瀬まみ   | 3:10  |
| 10.       | 「マリオ ウォーク」                                       |           | 近藤浩治、木森敏之   |            | 3:17  |
| 11.       | 「水色のワルツ」                                          |           | 近藤浩治、木森敏之   |            | 1:19  |
| 12.       | 「アデュ・マイラブ」                                      | 葉山真理  | 木森敏之             | 石川千香子 | 5:42  |
| 合計時間: | 合計時間:                                                 | 合計時間: | 合計時間:            | 合計時間:  | 39:23 |

## CM
テレビCMの「マリオふりかけ」にも本作のキャスト（古谷徹と山瀬まみ）が出演した。

## 備考
- 本作ではゲームのBGMや効果音がそのまま使用されている（ただし、一部だけ映画用にアレンジされているものもある）。
- 松原市文化会館などの一部の文化会館で上映されている場合がある。
- 知育玩具「てれびっこ」対応のVHSアニメ『マリオとヨッシーの冒険ランド』でも、本作と同じくマリオとルイージの声を古谷徹と水島裕が担当しているが、一人称はどちらも「僕」で性格がやや異なり、ルイージからのマリオの呼び方も「兄さん」になっている。
- 本作の演出が、後にゲーム本編で取り入れられる要素も多く、「ジュゲムから雲を奪って乗る」アクションは、『スーパーマリオワールド』にて再現され、「クッパの尻尾を掴みそのまま振り回す」というアクションは、『スーパーマリオ64』にて再現されている。
- オープニング曲「ドキ・ドキ Do it 〜ビシッとバシッと Rock'n Roll 学校編〜」は、2017年にソリッド・レコードが発売したコンピレーションアルバム『トイキャラポップ・コレクション Vol.3 〈ビデオゲーム編〉』に収録され初CD化された[3]。